# Anthonomus monostigma
Anthonomus monostigma es un gorgojo que se distribuye entre México y Panamá. Sus hospederos conocidos son plantas del género Miconia en la familia Melastomataceae. En Costa Rica las larvas se alimentan de frutos de Miconia calvescens y los adultos de flores y frutos de esa misma especie.